# Italo Squitieri
Italo Squitieri (Potenza, 10 febbraio 1907 – Cortina d'Ampezzo, 28 dicembre 1994) è stato un pittore italiano.

## Biografia
Italo Ubaldo Rosario Squitieri nacque a Potenza il 10 Febbraio 1907, da Costantino e Gerarda Caputo.
Avviato dalla famiglia agli studi tecnici, si iscrisse alla facoltà di Ingegneria all'Università di Pavia, che abbandonò al secondo anno per dedicarsi alla pittura. Trasferitosi a Milano, si iscrisse all'Accademia di Brera.
Sono di questo periodo le prime mostre, che gli conferirono una certa notorietà fra i giovani artisti italiani. Fra il 1929 ed 1931 infatti fu primo classificato fra i giovanissimi alla Prima Mostra alla Permanente di Milano; espose anche alla Mostra Sindacale a Napoli. A Potenza allestì la sua prima personale, presso il Palazzo del Fascio.
La prima fase della sua produzione artistica risentì delle influenze impressioniste e futuriste. 
Nel 1931 venne chiamato dal fratello Aurelio presso l'Ambasciata italiana a Beirut. Fu l'inizio di una serie di viaggi e lavori del pittore in medio Oriente. Tornato a Roma nel 1936, stabilì il suo studio in via Margutta e venne in contatto con Mario Mafai, Mario Massa e Renato Angiolillo. Nel 1940 venne chiamato alle armi e la sua attività pittorica si interruppe quasi completamente.
Finita la guerra ritornò a Roma per poi trasferirsi a Cortina d'Ampezzo. Da lì cominciò ad esporre in diverse città europee: Parigi, Vienna, Zurigo e Monaco.
Il suo stile pittorico conobbe una drastica svolta a causa dell'interesse per la pittura di Mario Sironi, di cui fu allievo.
Di lui Indro Montanelli scrisse: 
«Italo Squitieri rimase molto sorpreso e un po' incredulo quando gli dissi che il giorno in cui mi si desse di reincarnarmi con diritto di scelta non chiederei a Dio di farmi Leonardo o Einstein, ma Squitieri. Eppure è così, è l'uomo che più invidio al mondo. Si guarda intorno contento e nei suoi occhi azzurri, di bambino, vedo riflesso il meglio di ciò che ci circonda, e solo il meglio.»I conti con me stesso- Diari 1957/1978- pag.154

### Produzione artistica
Significativi nella produzione pittorica di Squitieri sono i cicli Il potere, costituito da ventisei tele eseguite fra il 1973 e il 1979 come forma di rilessione sul concetto di potere nella decadenza morale della società contemporanea, e Petra, costituito da diciotto tele eseguite tra il 1979 e il 1985.

## Esposizioni
Squitieri espose alla VII Quadriennale di Roma (1955-56).

## Opere in musei e collezioni
Opere di Squitieri sono conservate nei Musei civici di Padova, nel Museo d'arte moderna "Mario Rimoldi" di Cortina d'Ampezzo e nella collezione d'arte della Banca Carime.